# Stenopsychodes hiemalis
Stenopsychodes hiemalis is een schietmot uit de familie Stenopsychidae. De soort komt voor in het Australaziatisch gebied.